# Lawler (Iowa)
Lawler – miasto w Stanach Zjednoczonych, w stanie Iowa, w hrabstwie Chickasaw. W 2000 roku liczyło 461 mieszkańców.